# Augsburger Domsingknaben
Die Augsburger Domsingknaben sind der Kathedralchor am Hohen Dom zu Augsburg. Rund 350 Knaben und Männer von fünf bis 25 Jahren erhalten hier eine stimmliche Ausbildung. Dabei werden sie an klassische Chorliteratur herangeführt, gestalten mit dem Kammerchor und dem Karl-Kraft-Chor der Augsburger Domsingknaben die Musica Sacra in der Augsburger Kathedrale und touren mit unterschiedlichen Konzertprogrammen auf nationalen und internationalen Bühnen.

## Geschichte
Die Augsburger Domsingknaben können auf eine bis ins 15. Jahrhundert zurückreichende Tradition verweisen. 1439 werden erstmals Knabenstimmen, die den Gregorianischen Choral an der Augsburger Kathedrale St. Marien pflegten, urkundlich erwähnt. Im Zuge der Säkularisation 1802/1803 wurde dieser Chor aufgelöst. Mit Reinhard Kammler erfolgte 1976 die Neugründung als Einrichtung der Diözese Augsburg. Am 1. Januar 2020 übernahm Stefan Steinemann als jüngster Domkapellmeister Deutschlands die musikalische Gesamtleitung am Augsburger Dom und damit auch die künstlerische Leitung der Augsburger Domsingknaben.

## Aufbau

### Organisation und Talentförderung
Etwa 350 Domsingknaben werden im Haus St. Ambrosius der Augsburger Dommusik musikalisch gefördert. Je nach Chorstufe finden ein- oder zweimal wöchentlich Chorproben statt, Stimmbildung in Kleingruppen sowie im Einzelunterricht. Daneben gibt es Möglichkeiten für Instrumentalunterricht, einen Mittagstisch, Hausaufgabenbetreuung im hauseigenen Studiersaal und einen Freizeitraum. Das Haus St. Ambrosius ist kein Internat.
Die Ausbildung bei den Augsburger Domsingknaben beginnt mit der Musikalischen Früherziehung, die sich in Eltern-Kind-Kurse (ab 3 Jahren), Musikalische Frühförderung (ab 4 Jahren) und Musikalische Grundausbildung (ab 6 Jahren) gliedert. Danach kann es für diese Jungen sowie für extern angemeldete 7-Jährige nach einem Vorsingen der Gruppe („Schnupperkurs“) je nach musikalischer Begabung weitergehen in den Nachwuchschören, dann bei den Aspiranten, darauf über die Junioren im Karl-Kraft-Chor oder über die Präparanden im Kammerchor, dem Konzertchor der Augsburger Domsingknaben. Ab dem Stimmbruch folgt die sogenannte Mutantenklasse als Zwischenstadium, bevor sich die Ausbildung in den Männerstimmen der einzelnen Chorgruppen fortsetzt.
Die intensive Stimmschulung der Augsburger Domsingknaben, die den Ensembleklang von einer möglichst optimalen technischen und musikalischen Beherrschung der Einzelstimme ableitet, sichert den Augsburger Domsingknaben ein konstant hohes Niveau.
Gegründet, konzipiert und aufgebaut hat den Chor Reinhard Kammler, der die Augsburger Domsingknaben von 1976 bis Ende 2019 leitete. Seit 1. Januar, 2020 hat Stefan Steinemann, der selbst ehemaliger Augsburger Domsingknabe ist, die künstlerische Leitung übernommen.  

### Knabensolisten
Neben den eigenen Konzertprojekten werden für das gesamte Repertoire für Knabensolisten in Oper, Konzert und Musikproduktionen Knabensolisten der Augsburger Domsingknaben immer wieder engagiert.
„Der Knabe“ in Mendelssohns „Elias“, die „Drei Knaben“ in Mozarts Zauberflöte, das Knabensolo in den „Chichester-Psalms“ von Bernstein, die „Seligen Knaben“ in den Faust-Szenen von Schumann, der „Yniold“ in Debussys „Pélléas et Melisande“ oder „der Hirtenknabe“ in Puccinis „Tosca“ oder Wagners „Tannhäuser“, sowie die „Edelknaben“ in Wagners „Lohengrin“ gehören zum ständigen Repertoire der Augsburger Domsingknaben.

### Männerstimmen
Die Männerstimmen der Augsburger Domsingknaben, alle in Konzert, Oper und Produktion bewährte frühere Knabenstimmen, erhalten nach dem Stimmwechsel wieder stimmliche Einzelausbildung bei den Augsburger Domsingknaben als Tenöre und Bässe. Zusammen mit den Knabenstimmen pflegen sie das klassische Repertoire des Chores, setzen aber auch eigene Akzente durch die regelmäßige Aufführung von Gregorianischem Choral über Madrigale, Volkslieder und Chorromantik bis hin zu den Hits der Comedian Harmonists und bekannten Evergreens. Aus den Reihen der „Ehemaligen“ ist schon so mancher Sänger und Berufsmusiker hervorgegangen. Immer wieder bilden sich auch musikalisch vielfältig agierende Vokalensembles mit ehemaligen Augsburger Domsingknaben.

## Öffentliche Präsenz
Die Augsburger Domsingknaben geben regelmäßig Konzerte in ganz Deutschland und vielen Ländern Europas. Konzertreisen führten sie zudem nach Japan, Kanada, Ecuador, in die USA, nach Südafrika und im Jahr 2016 zu einer 4-wöchigen Tournee nach China. Sie sangen schon mehrfach vor und für den Papst im Vatikan und gastieren immer wieder bei offiziellen Anlässen beim Bundespräsidenten im Schloss Bellevue und vor bundespolitischer Prominenz in Berlin.
Dirigenten wie Sir Colin Davis, Fabio Luisi, Jeffrey Tate, Mstislav Rostropowitsch, Sir Neville Marriner, Thomas Hengelbrock, Kent Nagano, Mariss Jansons, Daniel Harding und Manfred Honeck haben mit Knabensolisten oder dem Kammerchor der Augsburger Domsingknaben gearbeitet. Sie waren zu hören auf renommierten Musikfestivals wie den Schwetzinger Festspielen, den Europäischen Festwochen Passau, dem Festival du musique sacrée in der Schweiz, oder dem Baltic Sea Festival im Schlosstheater in Stockholm oder an bedeutenden Bühnen wie der Bayerischen Staatsoper München, der Deutschen Oper am Rhein Düsseldorf, oder an der Opéra national du Rhin Strasbourg.
In München sind die Augsburger Domsingknaben regelmäßig zu hören bei Produktionen und Konzertprojekten des Bayerischen Rundfunks, in der Philharmonie am Gasteig, im Herkulessaal der Residenz oder im Prinzregententheater.
Von 2003 bis 2018 veranstalteten die Augsburger Domsingknaben ein eigenes Festival im schwäbischen Günzburg. Bei „Bach in Rokoko“ erklangen jedes Jahr im September Werke von Johann Sebastian Bach in der berühmten Günzburger Frauenkirche des Baumeisters Dominikus Zimmermann.

## Auszeichnungen und Preise
- 1982: Preisträger beim Deutschen Chorwettbewerb in Köln
- 1998: Bayerischer Poetentaler
- 2001: Kulturpreis der Bayerischen Volksstiftung

## Diskographie (Auswahl)
- Die Chorjungen von den Augsburger Domsingknaben – Ein Album voll himmlischer Musik u. a. mit Tears In Heaven, Amazing Grace und You Raise Me Up / Deutsche Grammophon 2014
- Die schönsten Lieder aus dem neuen Gotteslob / Weltbild Musik 2013
- "Frohe Weihnachten” – Die schönsten Weihnachtsklassiker für die ganze Familie – Augsburger Domsingknaben, Anna Prohaska, Adoro, Albrecht Mayer, Daniel Hope, Reinhard Kammler, Deutsches Kammerorchester Berlin /  Deutsche Grammophon 2012
- J.S. Bach: Weihnachtsoratorium IV-VI – Gerhard Werlitz, Tenor; Johannes Kammler, Bass; Knabensolisten; Kammerchor der Augsburger Domsingknaben; Residenz-Kammerorchester München; Leitung am Cembalo: Domkapellmeister Reinhard Kammler / ars musici 2011
- J.S. Bach: Weihnachtsoratorium I-III (CD und DVD) – Gerhard Werlitz, Tenor; Johannes Kammler, Bass; Knabensolisten; Kammerchor der Augsburger Domsingknaben; Residenz-Kammerorchester München; Leitung am Cembalo: Domkapellmeister Reinhard Kammler – Live-Mitschnitt aus der Sixtinischen Kapelle des Vatikan in Anwesenheit von Papst Benedikt XVI. und Bundespräsident Professor Dr. Horst Köhler / ars musici 2009
- Gott und die Welt – Die Männerstimmen der Augsburger Domsingknaben – Vom Gregorianischen Choral und Tallis’ Lamentations über Madrigale, Volkslieder und Chorromantik zu den Comedian Harmonists und Evergreens / ars musici 2007
- Still, O Erden – Otto Jochum: Ein Weihnachtssingen – u. a. mit „Kommet ihr Hirten“, „Stille Nacht“ und „O du fröhliche“ – Michael Haydn: „Lauft ihr Hirten“ – eine Kantate mit Sopran-Solo, Chor und Kammerorchester – und als Abschluss: der Andachtsjodler / ars musici 2005
- Hans Leo Hassler – geistlich und weltlich: Zwei Messen – eine davon die doppelchörige Missa octo vocum – sowie einige Madrigale wie z. B. „Tanzen und Springen“ / ars musici 2003
- Kommt ihr G’spielen – Madrigale (O. di Lasso, H. L. Hassler) – „philosophisch – heitere“ Chorlieder von J. Haydn – F. Schuberts „Ständchen“ und F. Mendelssohns „Abschied vom Walde“ – B. Bartok: Tanzlieder R. Schumann: Zigeunerleben / ars musici 2001
- Salve Regina – Die Marianischen Antiphonen im Gregorianischen Choral, als Motetten und Duette mit Orgel – Vertonungen des AVE MARIA u. a. von G. P. da Palestrina und A. Bruckner – MAGNIFICAT: Kompositionen von C. Monteverdi und H. Schütz – Marienlieder von F. Schubert und J. Brahms / ars musici 1999
- Franz Schubert – Messe in G  und „Deutsche Messe“ / Calig in Co-Produktion mit dem Bayerischen Rundfunk 1995
- Orlando di Lasso – Geistliche Vokalmusik / ars musici 1994
- Wolfgang Amadeus Mozart – Missae Breves / deutsche harmonia mundi 1991
- Johann Sebastian Bach – Motetten BWV 225 – 230 / deutsche harmonia mundi 1989, BMG 1996
- Ein Kind ist uns geboren – Motetten und Chorsätze zur Advents- und Weihnachtszeit: doppelchörige Werke von Heinrich Schütz und Giovanni Gabrieli, Chorsätze u. a. von J.S. Bach und Heinrich Kaminski, Volkstümliches: „Still, o Himmel“, "Das allerschönst 'Kindl' sowie zum Schluss: Otto Jochums Vertonung des „Stille Nacht, heilige Nacht“ / ars musici 1988
- Leonhard Lechner – Passion, Missa Prima, „Domino Dominus Noster“, Motetten / deutsche harmonia mundi 1986
- Joseph Haydn: die „Jugendmesse“ – ein Werk unbekümmerter Jugendfrische. Von pastoraler Anmut: die Missa Sti Nicolai, gen. Sechsviertelmesse. Mit einem ausladenden Sopransolo u. Orgelbegleitung im Benedictus: die Missa Sti Joannis de Deo („Kleine Orgelsolomesse“) / deutsche harmonia mundi 1985
- Pastoralmessen „Hirtenmessen“ aus Wien (Diabelli) und Augsburg (Kempter) / ars musici 1984
- Transeamus – Schlesische Weihnachtslieder – Engel, Hirten, das Gotteskind in der Krippe. „Was soll das bedeuten?“ „Still leuchtet der Sterne Pracht.“ Und zu Beginn: das bekannte „Transeamus“ von Joseph Ignaz Schnabel / ars musici, 1984
- An hellen Tagen – Volkslieder und Madrigale / deutsche harmonia mundi 1982
- Nun Lob mein Seel den Herren – Aus der Hochblüte der Motettenkomposition im 16./17. Jahrhundert: lateinische und deutsche Motetten u. a. von da Palestrina, di Lasso und Hassler, von Schütz und Praetorius. Krönender Schlusspunkt: das zwölfstimmige Magnificat des Venezianers Andrea Gabrieli / ars musici 1983

## Ehemalige Augsburger Domsingknaben, die künstlerisch professionell tätig sind (Auswahl)
- Ingmar Beck (Dirigent)
- Daniel Böhm (Bariton, Chorleiter)
- Markus Brutscher (Tenor)
- Martin Endrös (Bariton)
- Wolfgang Götz (Dirigent, Studienleiter am Salzburger Landestheater und bei den Salzburger Festspielen)
- Tobias Haaks (Tenor)
- Veit Hertenstein (Bratschist)
- Michael Hofmeister (Countertenor)
- Johannes Kammler (Bariton)
- Matthias Lampl (Posaune, 1. stellv. Soloposaunist Hofer Symphoniker, Bayreuther Festspielmusiker)
- Benedikt Lika (Musikwissenschaftler, Dirigent, Politiker)
- Christian Meister (Stipendiat des Chordirigentenforums des Deutschen Musikrates, Chorleiter)
- Diogo Mendes (Bariton)
- Konrad Müller (Trompeter)
- Günter Papendell (Bariton)
- Oliver Pröll  (Studienrat für Musik, Chorleiter, Stimmbildner)
- Manuel Ried (Tenor)
- Patrick Schäfer (Komponist)
- Felix Oliver Schepp (Schauspieler, Chansonsänger)
- Stefan Steinemann (Countertenor, Organist, Dirigent)
- Benedikt Terwiel (Bildender Künstler)
- Tobias Wall (Tenor, Kunstwissenschaftler)
- Gerhard Werlitz (Tenor, Musikwissenschaftler)
- Joachim Wohlgemuth (Cellist)
- Anselm Wohlfahrt (Oboist)
- Reinhold Zott (Tenor)